# 稲永遊廓
稲永遊郭（いなえいゆうかく）は、愛知県名古屋市港区錦町にあった遊廓。

## 概要
前身は熱田遊廓。1912年（明治45年）4月、南区稲永新田において成立。「錦町」の町名は移転に際して付けられた雅名であるという。当初の規模は『愛知県統計書』によれば、貸座敷14軒・娼妓91人であり、熱田時代（1909年時点）の貸座敷38軒・娼妓160余人と比べると小さかった。稲永遊廓は、中村遊廓と比較すると安価で遊べることが特徴であり、1対1で接客する中村遊廓に対して、2人以上の客を同時に取って接客する「廻し制度」を取っていたという。また、客層はその立地もあり、船員が多かったとされる。